# جين-بروب
جين-بروب (بالإنجليزية: Gen-Probe)‏ كانت شركة أمريكية متخصصة في التشخيص السريري، فحص الدم، والمنتجات الزراعية، ومقرها في سان دييغو، كاليفورنيا. وفي 1 أغسطس 2012 إندمجت مع شركة هولوجيك.